# Chris Witchhunter
Chris Witchhunter (* 18. Dezember 1965; † 8. September 2008 in Essen; eigentlich Christian Dudek) war ein deutscher Metal-Musiker und Schlagzeuger der Thrash-Metal-Band Sodom.

## Leben
Dudek wuchs im Ruhrgebiet auf. Im Alter von 16 Jahren wurde er 1982 Schlagzeuger von Sodom und zeichnete bis zu seinem Ausscheiden hauptverantwortlich für die Musik. Er lebte zu der Zeit bei seiner Mutter, die sehr oft seinen Bandkollegen und Freund Tom Angelripper, aber auch andere Musiker und zum Teil ganze Bands beherbergte und verköstigte. Bereits in den 1980er Jahren soll Dudek Probleme mit Alkohol gehabt haben. Marcel „Schmier“ Schirmer, Sänger und Bassist von Destruction, sagte über die 1986er-Tournee, auf der Dudek als Live-Schlagzeuger aushalf:

„Er hat damals auch schon immer gern mal Einen gehoben und hat sich ein paar Mal auch vor dem Spielen ein paar Bierchen zu viel reingezwitschert.“

Um 1986 besuchte Witchhunter Thomas „Quorthon“ Forsberg in Stockholm, da dieser einen neuen Schlagzeuger für seine Band Bathory suchte. Es kam zu einigen Proben im Zeitraum von etwa einer Woche, nicht jedoch zu gemeinsamen Auftritten, Aufnahmen oder einem Beitritt Witchhunters.
Schließlich kam es zu Differenzen zwischen Tom Angelripper und Dudek innerhalb der Band, die 1992 zum Rauswurf von Dudek führten. Nach Aussagen von Angelripper war dies auf die Unprofessionalität Dudeks aufgrund seines Alkoholproblems zurückzuführen, Dudek hingegen warf ihm Geldgier vor:

„Na ja, der Tom wurde wie gesagt immer geldgeiler. Die Musik habe meistens ich zusammen mit dem Gitarristen geschrieben, weil Tom nie Zeit hatte, zu den Proben zu kommen. Seine Texte hat er dann teilweise schnell auf der Toilette geschrieben und dafür 60 Prozent der GEMA-Kohle kassiert.“

Die Trennung von Sodom bedeutete zugleich das Ende der musikalischen Karriere von Dudek. Zwar versuchte er, in den folgenden Jahren eine neue Band im Stil von Megadeth und Metallica aufzubauen und hatte auch schon einige neue Lieder komponiert. Allerdings scheiterte das Vorhaben daran, dass er keinen Sänger fand, der seinen Vorstellungen entsprach. Er wurde zwischenzeitlich Vater und versuchte sich als Redakteur bei einigen Fanzines. Sein letztes musikalisches Lebenszeichen war 2007 die Neueinspielung der 1984er-Sodom-EP, die neben anderen alten Liedern der Band auf dem Tonträger The Final Sign of Evil in der Besetzung von 1984 aufgenommen und veröffentlicht wurde. Doch bereits bei den Aufnahmen war die Krankheit Dudeks spürbar, so Angelripper. Am Morgen des 8. September 2008 starb Dudek an multiplem Organversagen.

## Stil, Einfluss
Dudek gilt als einer der Schlagzeuger, die den deutschen Thrash Metal der 1980er Jahre entscheidend geprägt haben. Nicht nur sein Schlagzeugspiel galt als außergewöhnlich, aus seiner Feder stammte auch ein Großteil der Musik von Sodom. Guido „Atomic Steif“ Richter (Schlagzeuger u. a. von Assassin, Holy Moses und Sodom) führte den Stil Dudeks darauf zurück, dass dieser als Linkshänder wie ein Rechtshänder Schlagzeug spielte. Wo andere 8 oder 16 Schläge machen, um den Takt zu halten, machte Dudek 9 oder 15, weshalb sein Schlagzeugspiel für einen Musiker, der streng nach Noten spielt, falsch war. Laut Bobby Schottkowski (ex-Sodom) war Dudek ein „wegweisender Schlagzeuger“.

## Ehrungen
Zu Chris Witchhunters Ehren fand am 11. April 2009 in Oberhausen ein Benefiz-Konzert statt, die Einnahmen flossen Dudeks Mutter, Erika Winkler, zu. Gebucht wurden ausschließlich Bands, die ein persönliches Verhältnis zu Witchhunter hatten und ihre Wurzeln in den 1980er Jahren haben, darunter Artillery, Assassin und Holy Moses. Die Band Kreator konnte aufgrund einer Tournee nicht teilnehmen; nach einer Zusage Destructions und der Fertigstellung des Posters zum Konzert „wurde von Schmier die Größe des Logos beanstandet“, mit der Forderung, es nach seinen Wünschen neu zu erstellen; er teilte Sodom per E-Mail mit, dass „er mit Destruction nicht ‚zur Vorband‘ gemacht werden möchte“ und die Band sich „jemand anders suchen“ solle, worauf die Absage des Destruction-Auftritts folgte. Nachdem „alle Unklarheiten und Missverständnisse aus dem Weg geräumt“ wurden, verkündete Angelripper letztlich „die definitive Zusage von Destruction“.
Die Band Sodom setzte sich auf ihrem 2025 erschienenen Album The Arsonist im Song Witchhunter mit dem Leben und dem Schaffen ihres ehemaligen Schlagzeugers auseinander.